# Transmisogynie
La transmisogynie (parfois trans-misogynie) est l'intersection entre la transphobie et la misogynie. Le terme a été inventé par Julia Serano dans son livre Whipping Girl publié en 2007, et il est utilisé pour décrire la discrimination spécifique à laquelle font face les femmes trans,, et la manière dont la transphobie intensifie la misogynie dont sont victimes les femmes trans (et vice versa). La transmisogynie est un concept central du transféminisme qui est aussi communément rencontré dans la théorie féministe de l'intersectionnalité. La suggestion que la féminité des femmes trans est source de transmisogynie est rejeté par certaines féministes radicales (critiques du genre ou TERF) qui considèrent que les femmes trans ne sont pas des femmes.
Le terme « transmisogynoire » a été créé pour se référer à l'intersection entre la transmisogynie et la misogynoire, désignant l'oppression des femmes trans noires. Ce terme réunit donc la transphobie, la misogynie, et la racisation. Il a été inventé par Trudy de Gradient Lair, une féministe blogueuse sur le thème des femmes noires et de l'art, des médias, des médias sociaux, de la socio-politique et de la culture.

## Causes
La transmisogynie est généralement compris comme étant causée par la croyance sociale que les hommes sont supérieurs aux femmes. Dans Whipping Girl, Julia Serano écrit que l'existence des femmes trans est vue comme une menace envers la « hiérarchie axée sur le genre masculin, où l'on suppose que les hommes sont mieux que les femmes et que la masculinité est supérieure à la féminité ». La contributrice aux études de genre Judith Butler fait écho à cette hypothèse en affirmant que l'assassinat des femmes transgenres est « un acte de pouvoir, une manière de réaffirmer la domination masculine ».
Les femmes trans sont aussi vues comme menaçant l'hétérosexualité des hommes cisgenres. Dans les médias, le terme « dupeur » avait été utilisé pour parler de Dil, une femme trans qui apparait dans le film de 1992 The Crying Game, et qui avait suscité l'indignation et l'homophobie masculine quand sa « véritable » masculinité avait été dévoilée.

## Discrimination

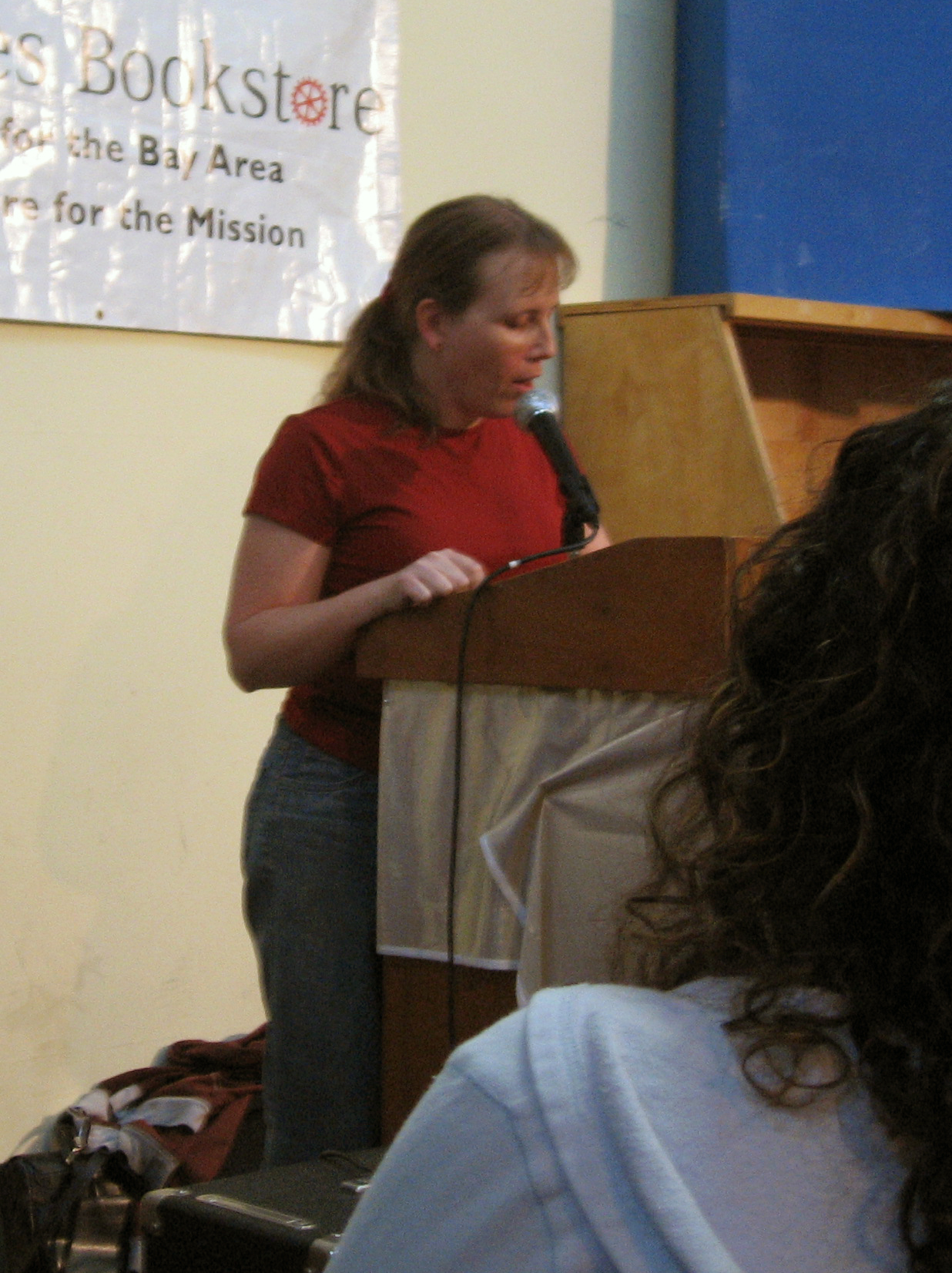
Julia Serano invente le terme « transmisogynie » en 2007.

Les femmes trans subissent un taux plus élevé d'oppressions que les hommes trans. C'est encore plus marqué dans les zones typiques de discriminations sexistes comme les agressions sexuelles ou le harcèlement de rue. Une étude de 2011 sur 6 456 personnes transgenres ou de genre non-conforme aux États-Unis a trouvé que plus de 20 % de femmes trans avaient été sujet à des agressions sexuelles. Plus spécifiquement, 12 % des filles trans et 20 % des détenues femmes trans prisonnières. Pour comparer, par exemple, dans une étude de 2009 sur 5 446 femmes universitaires américaines, dont la plupart n'étaient pas trans, a révélé que 19 % de ces femmes avaient subi une agression sexuelle au cours de leur années d'études,. « Tranny » et « shemale », deux insultes transphobes communes, sont réservées aux femmes trans. Une étude sur 64 femmes et hommes trans aux États-Unis en 2008 a révélé que les femmes trans ont obtenu une réduction de salaire après la transition, alors que les hommes trans ont obtenu une augmentation de salaire. Les chercheurs ont conclu que les travailleuses « male-to-female » (MtF) ont tendance à être pénalisées et les travailleurs « female-to-male » (FtM) sont modestement récompensés en raison de l'anti-femme plutôt que par l'anti-transgenre, ou la discrimination.
Les femmes trans sont souvent représentées dans les médias comme des drag queens, des prostituées, ou comme des choses inspirant la pitié ou le mépris. Certains auteurs mettent en avant l'idée que cette confusion des femmes trans avec les travailleurs du sexe est un reflet de la transmisogynie,.

## Psychologie
Julia Serano a souligné dans Whipping Girl que le transvestissement fétichiste, un trouble listé dans le DSM-IV, ne mentionne que le travestissement fait par les hommes. De façon similaire, l'autogynéphilie était un désordre reconnu dans le DSM-IV, alors que l'autoandrophilie ne l'était pas.

## Harcèlement sexuel

### Sexualisation
Julia Serano note que, malgré la transition, les femmes trans sont encore habituellement perçues comme des hommes ; cependant, elles sont rarement sexualisées en tant qu'hommes. Dans l'industrie du porno dont la principale cible d'audience est l'homme hétérosexuel, les femmes trans sont largement montrées comme objet sexuel plutôt que comme « prédateurs ». Serano observe que quand elle est dans un environnement social où elle est connue comme transgenre, par exemple les endroits où elle s'expose lors d'un poème spoken word, elle reçoit de nombreux commentaires plus sexuellement explicites que lorsqu'elle est dans un cadre similaire où elle est supposée être cisgenre.

### Causes
Peut-être que les femmes transgenres, de par leur relative rareté, sont considérées comme « exotiques », mais Julia Serano ne croit pas à cette hypothèse en soulignant qu'« il y a beaucoup de types de femmes qui sont relativement rares et qui, pour autant, ne sont pas toutes sexualisées de la même manière que les femmes trans ». Dans Whipping Girl, Serano écrit sur ce qu'elle appelle la dichotomie « prédateur/proie », où « les hommes sont toujours considérés comme des prédateurs et les femmes comme proie ». En conséquence, les femmes trans sont perçues comme des leurres par les hommes du fait de la transition et « se tournent [elles-mêmes] en objets sexuels auquel nul homme ne peut résister ».

## Relation avec la transphobie
Julia Serano a déclaré dans Whipping Girl que « Lorsque la majorité des blagues faites au détriment des personnes trans comme étant « des hommes portant des robes » ou « des hommes qui veulent couper leur pénis » ne sont pas relatives à la transphobie, elles appartiennent au champ de la transmisogynie. Lorsque la majorité des violences et des agressions sexuelles commises contre des personnes trans sont dirigées vers les femmes trans, ce n'est pas de la transphobie mais de la transmisogynie ».